# Bit más significativo
En electrónica digital, el bit más significativo, most significant bit (MSB), en sus siglas en inglés, es el bit, que de acuerdo a su posición, tiene el mayor valor. En ocasiones, se hace referencia al MSB como el bit del extremo izquierdo.
Refiriéndose a los bits específicos dentro de un número binario, a cada bit se le asigna un número de bit, creando un rango desde cero a n (dependiendo del número de bits del número).
Por extensión, los bits más significativos (plural) son los bits de mayor peso del número más cercano al msb, incluido el msb.
El MSB, escrito en mayúsculas, puede también significar "Byte Más Significativo" (Most Significant Byte). En una representación numérica de múltiples bit, el MSB es el byte de mayor peso. Dependiendo de si el procesador es little endian o big endian, el byte más significativo se almacenará, respectivamente, en la posición más alta o en la posición más baja de la memoria.